# Hannah Fry
Hannah Fry (ur. 21 lutego 1984) – brytyjska matematyczka i popularyzatorka nauki. Jest pracownicą University College London. 

## Życiorys

### Wczesne życie i wykształcenie
Jej rodzina ma irlandzkie pochodzenie. Jak opisuje, jako nastolatka była „gigantycznym nerdem, siedzącym pod ścianą z podręcznikiem”. Studiowała matematykę na University College London, zdobywając tam doktorat w 2011.

### Praca i dalsze życie
Po ukończeniu nauki pozostała na uczelni UCL; aktualnie nosi tytuł associate professor i pracuje w projekcie Mathematics of Cities, zajmując się modelowaniem zachowań dużych społeczności ludzkich. Jej publikacje naukowe dotyczą takich zjawisk społecznych jak przestępczość czy epidemie.
Jest aktywną popularyzatorką matematyki w mediach popularnonaukowych: występowała w licznych programach i filmach dokumentalnych BBC, jest regularnie powracającą gościnią kanału Numberphile na YouTube, występowała na konferencjach TED, oraz wydała trzy książki o związku problemów matematycznych z codziennym życiem. Uhonorowano ją nagrodą Zeeman Medal za publiczną działalność edukacyjną.
Jedna z jej popularnonaukowych książek, Hello World. Jak być człowiekiem w epoce maszyn, została przetłumaczona i wydana w 2019 w Polsce.
W życiu prywatnym ma dziecko. Jest rozwiedziona.